# Bridelia atroviridis
Bridelia atroviridis är en emblikaväxtart som beskrevs av Johannes Müller Argoviensis. Bridelia atroviridis ingår i släktet Bridelia och familjen emblikaväxter. Inga underarter finns listade i Catalogue of Life.